# Daniel Wretström
Daniel Wretström (15 de octubre de 1983 - 9 de diciembre de 2000) fue un ultranacionalista sueco asesinado en Salem, Suecia. Tocaba en la banda de rock de poder blanco Vit Legión (Legión Blanca).
Después de un conflicto en una fiesta en un apartamento, Wretström estaba en una estación de autobuses cerca de un centro juvenil local. Fue agredido por un grupo de unos 15 jóvenes inmigrantes. Después del asalto inicial, uno de sus asaltantes golpeó a Wretström en la cabeza con una tabla de 1,5 metros de largo, que lo dejó inconsciente. Un pariente mayor de uno de sus agresores llegó a la escena con un cuchillo, y Wretström fue apuñalado en la espalda hasta que la hoja del cuchillo se rompió, para luego ser degollado con la hoja rota.
El asesinato de Wretström inspiró a los neonazis, ultranacionalistas y otros activistas de extrema derecha suecos a organizar una manifestación anual conocida como Marcha de Salem. Estos activistas consideran que Wretström es un mártir para su causa. El grupo neonazi Blood & Honour lo ha llamado "el Horst Wessel de nuestra generación".